# André Cauderon
Pour l’article homonyme, voir Adolphe Cauderon.
André Cauderon (né le 29 décembre 1922 à Maubeuge - mort le 9 juin 2009 à Versailles) est un ingénieur agronome français.

## Biographie

### Formation
André Cauderon étudie au lycée Victor-Duruy de Mont-de-Marsan puis à Henri-IV à Paris, avant d'entrer à l'Institut national agronomique (INA).
Dès la Libération, il joue un rôle clé dans l'introduction des semences hybrides de maïs en France, en collaborant de près avec l'Association générale des producteurs de maïs (AGPM) à cette fin. Avec Jean Bustarret, il développe aussi la réflexion sur la propriété intellectuelle qui mène à la convention UPOV de 1973, développant un droit sui generis pour les variétés végétales.
En 1968, il est nommé inspecteur général du secteur « Milieu et productions végétales » de l'INRA.
Élu en 1977 à l'Académie des sciences, il siège également à l'Académie d'agriculture, dont il est secrétaire perpétuel de 1984 à 1997. 
Il préside aussi le Comité technique permanent de la sélection (CTPS) de 1976 à 1988, qui contrôle l'inscription des innovations variétales au Catalogue officiel des espèces et variétés. Enfin, il dirige dès sa création en 1983 le Bureau des ressources génétiques (BRG), à la tête duquel il reste jusqu'en 1988, devenant ensuite, de 1988 à 1992, président de son conseil d'orientation tandis qu'André Charrier lui succède à la direction. Il est aussi nommé vice-président, en 2000, du Conseil des applications de l’Académie des sciences (CADAS), qui deviendra l'Académie des technologies.

## Travaux

### Orge
Cauderon travailla aussi beaucoup sur l'orge, croisant variétés d'hiver et d'été pour obtenir la variété 'Ager', résistante à la verse et adaptée aux pratiques d'agriculture intensive (mécanisation, engrais et phytosanitaires), qui sera la variété la plus cultivée dans les années 1960. Exportée en Espagne, en Europe danubienne et même en URSS, cette variété favorisera le bond de la culture de l'orge d'hiver en France, qui passe de 300 000 à 800 000 hectares ces années-là.

### Maïs
En poste à la station de génétique et d’amélioration des plantes de l’INRA à Versailles, il fait partie, avec Xavier Lascols, d'un programme de recherche sur l'étude de populations de maïs d'origines diverses, coordonné par Luc Alabouvette, professeur à Montpellier. Ces travaux permettront notamment au maïs, plante tropicale, de franchir le nord de la Loire. Son équipe est à l'origine des premières inscriptions d'hybrides au catalogue, dès 1957, avec INRA 200, puis INRA 230, INRA 258 et INRA 260.
En 1957, il quitte Versailles pour le centre de recherche INRA de Clermont-Ferrand dont il devient l'administrateur. C'est là qu'il fait la connaissance d'une coopérative d'une trentaine de salariés, alors dirigée par Robert Epin, qui multiplie des semences hybrides (dont INRA 258 et INRA 260), et deviendra Limagrain, aujourd'hui 4e semencier mondial.
Cauderon favorise les liens entre la recherche publique et privée, soutenant la coordination des semenciers français en un groupe: ce sera PRO-MAÏS, dirigé par Jean-Pierre Monod. Selon B. Le Buanec, qui rappelle que Cauderon était déjà surnommé le « Pape du maïs », « le duo Cauderon-Monod sera la locomotive de la recherche maïs en France dans les années 1970-1990. » Les membres de PRO-MAÏS bénéficieront de rapports privilégiés avec l'INRA, permettant d'obtenir du matériel végétal.
Cauderon participe aussi à la création de FRASEMA, qui gère les droits d'obtentions végétales en maïs pour l'INRA. Dans les années 1980, alors qu'il prend la tête du nouveau Bureau des ressources génétiques (BRG), il soutient le programme « Populations-Sources » lancé par André Gallais qui vise à collecter et multiplier nombre de populations afin de parer au risque de perte de biodiversité, conséquence, entre autres, de la Révolution verte. En 1982, il avait rédigé un article intitulé « Sur les approches écologiques de l’Agriculture », qualifié par G. Pédro de « prémonitoire ».

### Tournesol, colza et blé
En tournesol, il encourage ses collaborateurs, dont Patrice Leclerc en poste à Clermont-Ferrand, à développer les hybrides. Ces équipes découvrent rapidement la stérilité mâle à hérédité cytoplasmique, utilisée pour produire les hybrides F1. Il soutiendra aussi, plus tard, les recherches sur les hybrides de colza, notamment celles faisant appel à la stérilité mâle cytoplasmique. En blé, il lance les programmes de sélection de blé à paille courte (variété 'Courtot' en 1973), mais la voie des hybrides F1 se révèle trop coûteuse.

### Plantes ornementales
Malgré l'orientation de l'INRA axée sur les grandes cultures, Cauderon s'intéresse aussi aux plantes ornementales. Les liens tissés avec Robert Minier, président de la Fédération nationale des pépiniéristes et membre de l'Académie d’agriculture de France, favorisent ce choix, qui mène à la création du Laboratoire d’amélioration des arbustes ornementaux d'Angers. Ce programme est à l'origine du programme actuel BRIO (Breeding, Research and Innovation in Ornamentals).

## Distinctions
Ses travaux agronomiques sont menés en étroite collaboration avec sa femme, Yvonne Cauderon (1921-2014), spécialiste de la cytogénétique des Triticeae. Ces différentes fonctions officielles lui doivent d'être nommé commandeur de la Légion d'honneur et de recevoir la médaille de la Ville de Paris.